# Всё включено (альбом)
«Всё включено» — неномерной альбом украинской группы «Бумбокс», выпущенный в 2010 году. На территории Украины альбом выпускает лейбл Lavina Music, в России — «Монолит».
Новая работа была записана в обновлённом составе — к вокалисту Андрею Хлывнюку, гитаристу Андрею «Мухе» Самойло и диджею Валентину «Валику» Матиюку присоединились бас-гитарист Денис Левченко и ударник Александр «Люсик» Люлякин.

## Создание альбома
Альбом был записан, сведён и отмастерен на Лыч Студио в городе Киеве Юрием Лычом при участии Игоря Мельника. Оформлением альбома занималась Карина Кино.

## Презентация
Презентация нового альбома состоялась 24 июня 2010 года в киевском «Crystal Hall».

## Список композиций
1. Я твой
2. Холода.нет
3. Hip-Hop
4. Стяги на стяги
5. Бета-Каротин
6. Тримай
7. Cash-бабулес
8. Що ти зміг
9. Квіти в волоссi
10. Звёзды не ездят в метро
11. Летний дождь

## Музыканты
- Андрей Хлывнюк — вокал, тексты (за исключением «Летний дождь» — Игорь Тальков, «Звёзды не ездят в метро» — Андрей Макаревич, «Машина Времени»)
- Андрей «Муха» Самойло — гитара
- Валентин «Валик» Матиюк — диджей
- Александр Люлякин — барабаны
- Денис Левченко — бас

## Рецензии
На диске — всего две новые песни и два кавера: «Звезды не ездят в метро» группы «Машина времени» и «Летний дождь» Игоря Талькова. Стиль «Бумбокса» настолько самобытен и узнаваем, что кавер-версии, кажется, должны получаться у группы легко и на что угодно. Новые песни киевлян «Я твой» и «Холода.нет» подтверждают их талант хитмейкеров, хотя вторые «Вахтеры», видимо, все же припасены для следующего полноценного диска.
 — пишет Борис Барабанов в газете Коммерсантъ.